# 俄羅斯的康斯坦丁·康斯坦丁諾維奇大公
康斯坦丁·康斯坦丁諾維奇大公（俄语：Великий князь Константин Константинович，1858年8月22日—1915年6月15日），俄羅斯大公，沙皇尼古拉一世的孫子。

## 家庭
1884年，康斯坦丁與薩克森-阿爾滕堡的伊莉莎白結婚，兩人共有6子3女：
- 伊萬（1886年—1918年）
- 加布里埃爾（英语：Prince Gabriel Constantinovich of Russia）（1887年—1955年）
- 塔緹雅娜（1890年—1979年）
- 康斯坦丁（英语：Prince Constantine Constantinovich of Russia）（1891年—1918年）
- 奧列格（英语：Prince Oleg Konstantinovich of Russia）（1892年—1914年），在一戰中陣亡
- 伊格爾（英语：Prince Igor Constantinovich of Russia）（1894年—1918年）
- 格奧爾基（英语：Prince Georgy Konstantinovich of Russia）（1903年—1938年）
- 娜塔莉亞（1905年—1905年），夭折
- 薇拉（1906年—2001年）

1917年俄國革命後，伊萬、小康斯坦丁與伊格爾被布爾什維克黨處決，加布里埃爾流亡法國，塔緹雅娜流亡瑞士，妻子伊莉莎白與格奧爾基、薇拉先後流亡瑞典與德國。